# Mário Luiz
Mário Luiz Barbato (Rio de Janeiro, 11 de junho de 1925 – Rio de Janeiro, 27 de abril de 2009) foi um radialista brasileiro. Também foi diretor da Rádio Globo no início dos anos 1960
Iniciou a carreira de radialista em 01 de fevereiro de 1947, na Rádio Mauá, quando o narrador esportivo Orlando Batista gostou de sua voz e o deixou ler a resenha do programa que comandava naquela Rádio. Em seguida, foi contratado pela Rádio Tupi, onde conheceu o locutor esportivo Doalcey Bueno de Camargo que, através do irmão Wolney Camargo, o enviou para a Rádio Globo, estação na qual, em meados dos anos 1950, passou a comandar o programa "Clube do Toca disco". No começo dos anos 1960, passou a ser diretor de programação da Rádio Globo.
Em 1965, fez parte da primeira equipe da TV Globo e apresentou, nos finais de semana, ao lado de Luiz de Carvalho e Jonas Garret, o programa "TeveFone". Como diretor da Rádio Globo, implementou, por sugestão do publicitário e compositor Miguel Gustavo, o tripé música, esporte e notícia, que levaria a Rádio a tornar-se campeã de audiência. Criou uma programação de comunicação mais coloquial e com uma nova roupagem sonora, com vinhetas no estilo americano, algumas, gravadas por ele.
Em 1966, juntamente com Haroldo de Andrade, Roberto Muniz, Jonas Garret e Luiz de Carvalho, passou a apresentar, na TV Globo, o programa "Os maiorais da Globo", no qual tinham destaque os principais sucessos musicais do momento.
Apresentou na Rádio Globo o  programa "Nosso chá", que tinha um quadro de piano com atrações ao vivo, e no qual se apresentaram nomes como Geraldo Vandré e Sérgio Ricardo. No final dos anos 1970, foi chamado a remodelar a Rádio Mundial. Em 1994, após três décadas, deixou a Rádio Globo e ingressou na Rádio Tupi. Ao longo da carreira, atuou nas Rádios Mauá, Tupi, Globo, Eldorado e Mundial, além da TV Globo.
Mário Luiz, como diretor da Rádio Globo, foi o responsável por inserir Zora Yonara como astróloga no rádio brasileiro. Um astrólogo fez um horoscopo para ser divulgado pela rádio, mas no dia da apresentação o astrólogo faltou e Mário pediu para que Zora lesse no ar o horóscopo.